# Limnophila pictipennis
Limnophila pictipennis là một loài ruồi trong họ Limoniidae. Chúng phân bố ở miền Cổ bắc.
- Tư liệu liên quan tới Limnophila pictipennis tại Wikimedia Commons